# ألبار هانس
ألبار هانس (بالإسبانية: Álvar Fáñez)‏ (المتوفي سنة 1114) هو نبيل وقائد عسكري قشتالي في عهد الملك ألفونسو السادس ملك قشتالة، حكم طليطلة بصورة مستقلة في عهد الملكة أوراكا ملكة قشتالة، وهو أحد الشخصيات المحورية في ملحمة «إل سيد» الشعرية التي تروى قصة مغامرة القائد العسكري القشتالي السيد الكمبيادور وتأسيسه لمملكة بلنسية.

## القائد ورجل البلاط
تردد اسم ألبار هانس في وثائق بلاط مملكة قشتالة منذ سنة 1076 م. استخدمه الملك ألفونسو السادس في الحملة التي أرسلها إلى بلنسية لتولية القادر بن ذي النون على عرش طائفة بلنسية، وهو ما تم، قبل أن يعود مرة أخرى لفك الحصار عن قوات القادر بعد شهور. كما شارك بقواته في معركة الزلاقة التي خسرها الجيش القشتالي في نفس السنة. وفي سنة 1091 م، قاد قوة حاولت فك الحصار عن حصن المدور، ولكنه فشل في ذلك. وبعد أعوام، قاد ألبار هانس الدفاعات الشرقية لمقاطعو طليطلة بصورة مستقلة، كما تردد اسمه أكثر في وثائق البلاط. وفي سنة 1097 م، شارك في حملة ألفونسو السادس التي تعرضت للهزيمة في كونسويجرا
وفي قونكة. وبعد عامين، تولى ألبار هانس منصبًا إداريًا في طليطلة.
شارك ألبار هانس أيضًا في الجيش القشتالي الذي هُزم هزيمة كارثية في معركة أقليش سنة 1108 م، وفر منها في مجموعة من فرسانه شمالاً عبر نهر تاجة. وفي العام التالي، حضر تنصيب الملكة أوراكا ملكة قشتالة على العرش، ونُصّب دوقًا على طليطلة. وفي منتصف سنة 1114 م، قُتل ألبار هانس وهو يقاتل المتمردون على عرش أوراكا في شقوبية.

## أسرته
ينتمي ألبار هانس إلى نفس الأسرة التي ينحدر منها إل سيد. وقد تزوج من مايور بيريث ابنة الكونت بيدرو أنزوريث، وأنجب منها ابنتين إيلو وأوراكا.